# Pepe Castaño
José Castaño Muñoz, meglio noto come Pepe Castaño (Arcos de la Frontera, 10 dicembre 1998), è un calciatore spagnolo, difensore dell'Asteras Tripolīs.

## Caratteristiche tecniche
È un difensore centrale.

## Carriera

### Club
Cresciuto nel settore giovanile del Cadice, debutta in prima squadra il 17 maggio 2015 in occasione del match di Segunda División B perso 3-0 contro l'Arroyo; al termine della stagione viene acquistato dal Villarreal dove si alterna fra Under-19 e squadra B, riuscendo a giocare solo un incontro in Coppa del Re con la prima squadra.
Il 24 agosto 2020 viene ceduto a titolo definitivo all'Asteras Tripolīs.

### Nazionale
Tra il 2016 ed il 2017 ha giocato complessivamente 2 partite con la nazionale spagnola Under-19.

## Statistiche
Statistiche aggiornate al 26 giugno 2022.

### Presenze e reti nei club
| Stagione                | Squadra                 | Campionato              | Campionato | Campionato | Coppe nazionali | Coppe nazionali | Coppe nazionali | Coppe continentali | Coppe continentali | Coppe continentali | Altre coppe | Altre coppe | Altre coppe | Totale | Totale | Totale |
| Stagione                | Squadra                 | Comp                    | Pres       | Reti       | Comp            | Pres            | Reti            | Comp               | Pres               | Reti               | Comp        | Pres        | Reti        | Pres   | Reti   |        |
| ----------------------- | ----------------------- | ----------------------- | ---------- | ---------- | --------------- | --------------- | --------------- | ------------------ | ------------------ | ------------------ | ----------- | ----------- | ----------- | ------ | ------ | ------ |
| 2014-2015               | Cadice                  | SDB                     | 1          | 0          | CR              | 0               | 0               |                    | -                  | -                  |             | -           | -           | 1      | 0      |        |
| 2018-2019               | Villarreal B            | SDB                     | 20+2       | 1+0        |                 | -               | -               |                    | -                  | -                  |             | -           | -           | 22     | 1      |        |
| 2019-2020               | Villarreal B            | SDB                     | 12         | 0          |                 | -               | -               |                    | -                  | -                  |             | -           | -           | 12     | 0      |        |
| Totale Villarreal B     | Totale Villarreal B     | Totale Villarreal B     | 32+2       | 1+0        |                 | -               | -               |                    | -                  | -                  |             | -           | -           | 34     | 1      |        |
| 2018-2019               | Villarreal              | PD                      | 0          | 0          | CR              | 1               | 0               | UEL                | 0                  | 0                  |             | -           | -           | 1      | 0      |        |
| 2020-2021               | Asteras Tripolīs        | SL                      | 18+7       | 0          | CG              | 0               | 0               |                    | -                  | -                  |             | -           | -           | 25     | 0      |        |
| 2021-2022               | Asteras Tripolīs        | SL                      | 20+1       | 0          | CG              | 0               | 0               |                    | -                  | -                  |             | -           | -           | 21     | 0      |        |
| Totale Asteras Tripolīs | Totale Asteras Tripolīs | Totale Asteras Tripolīs | 38+8       | 0          |                 | 0               | 0               |                    | -                  | -                  |             | -           | -           | 46     | 0      |        |
| Totale carriera         | Totale carriera         | Totale carriera         | 81         | 1          |                 | 1               | 0               |                    | 0                  | 0                  |             | -           | -           | 82     | 1      |        |